# 岐阜西郵便局
岐阜西郵便局（ぎふにしゆうびんきょく）は岐阜県岐阜市にある郵便局。民営化前の分類では集配普通郵便局であった。

## 概要
住所：〒501-1199 岐阜県岐阜市黒野南4-99

## 沿革
- 1882年（明治15年）12月1日 - 黒野郵便局として、方県郡黒野村に開設[1][2]。
- 1885年（明治18年）10月1日 - 貯金取扱を開始。
- 1896年（明治29年）5月1日 - 為替取扱を開始。
- 1963年（昭和38年）5月11日 - 西郷郵便局から電話交換事務を移管[3]。
- 1966年（昭和41年）1月28日 - 電話交換事務を岐阜電話局に移管。
- 1967年（昭和42年）9月23日 - 和文電報配達業務を北方電報電話局に移管。
- 1976年（昭和51年）11月29日 - 岐阜市黒野から同市黒野南四丁目に移転。
- 1977年（昭和52年）7月1日 - 特定郵便局から普通郵便局に局種別改定するとともに、岐阜西郵便局に改称。
- 1996年（平成8年）5月7日 - 外山郵便局から集配業務の一部[4]を移管。
- 2000年（平成12年）8月14日 - 外国通貨の両替および旅行小切手の売買に関する業務取扱を開始。
- 2007年（平成19年）10月1日 - 民営化に伴い、併設された郵便事業岐阜西支店に一部業務を移管。
- 2012年（平成24年）10月1日 - 日本郵便株式会社発足に伴い、郵便事業岐阜西支店を岐阜西郵便局に統合。

## 取扱内容
- 郵便、印紙、ゆうパック、内容証明
- 貯金、為替、振替、振込、国際送金、国債、投資信託
- 生命保険、バイク自賠責保険、自動車保険
- ゆうちょ銀行ATM
- 「501-11xx」区域（岐阜市域の一部）の集配業務
- ゆうゆう窓口

## 周辺
- 岐阜市役所 西部事務所
- 平成医療短期大学
- 黒野城跡
- 板屋川

## アクセス
- 岐阜バス 黒野城跡停留所下車
- 東海北陸自動車道 岐阜各務原ICから北西へ約15km
- 駐車場あり：10台